# Hofmanns honingzuiger
Hofmanns honingzuiger (Cinnyris shelleyi hofmanni; synoniem: Nectarinia hofmanni) is een zangvogel uit de familie Nectariniidae (honingzuigers). Het is een ondersoort van Shelleys honingzuiger.

## Verspreiding en leefgebied
Deze vogel is endemisch in oostelijk Tanzania.